# Mazabuka
Mazabuka è un centro abitato dello Zambia, situato nella Provincia Meridionale e in particolare nel Distretto di Mazabuka.